# 3491 Fridolin
3491 Fridolin è un asteroide della fascia principale. Scoperto nel 1984, presenta un'orbita caratterizzata da un semiasse maggiore pari a 2,7932850 UA e da un'eccentricità di 0,0944027, inclinata di 4,00578° rispetto all'eclittica.
Fa parte della famiglia di asteroidi Agnia.